# Ann Rose Nu Tawng
Ann Rose Nu Tawng, (Birmania, 1975) es una monja birmana de Las Hermanas de San Francisco Javier. Trabaja como enfermera en Myitkyina. Se hizo conocida durante las protestas de 2021, en donde participa en los movimientos y se arroja frente a los soldados, arrodillándose frente a ellos para exigir que la maten a ella en lugar de a los manifestantes menores de edad que persiguen.

## Biografía
Ann Rose Nu Tawng, nació en 1975, se involucró en la comunidad apostólica de San Francisco Javier, que tiene 18 miembros en Myitkyina.
Enfermera de formación, dirige una clínica en Myitkyina. 
En 2015, el obispo de la diócesis, Francis Daw Tang, instó a los católicos a apoyar la democracia en Birmania «no solo en nuestras oraciones sino también participando en las manifestaciones».

## Historia
Durante una manifestación en contra del Golpe de Estado del 1 de febrero, los militares comenzaron a disparar munición real contra los manifestantes. Ann Rose Nu Tawng se adelanta y se arrodilla frente a ellos, pidiéndoles que la maten en lugar de matar a los manifestantes. El 8 de marzo de 2021, dos policías también se arrodillan frente a ella.

«“Me arrodillé ... rogándoles que no dispararan y torturaran a los niños, sino que me dispararan y me mataran”»
(Cuando Ann Rose Nu Tawng rogó a los policías armados).

«"Entonces los niños se juntaron a mi alrededor, tenían hambre, sed y miedo, y no se atrevieron a irse a casa"»
( Ann Rose Nu Tawng a la BBC).

Durante la primera manifestación, aunque algunos manifestantes resultaron heridos, ninguno murió. Por otra parte, durante la segunda manifestación, su acción no impidió que las autoridades mataran a dos manifestantes, hirieran a otros siete y además realizaran unas sesenta detenciones mientras las víctimas se habían refugiado en la catedral católica.